# Roots Manuva
Rodney Hylton Smith (născut în 1972), mai cunoscut după numele de scenă Roots Manuva, este un rapper britanic din Stockwell, South London. În prezent are contract cu casa de discuri Big Dada.

## Discografie

### Albume de studio
- Brand New Second Hand (22 martie 1999)
- Run Come Save Me (13 august 2001)
- Dub Come Save Me (8 iulie 2002)
- Awfully Deep (31 ianuarie 2005)
- Alternately Deep (13 martie 2006)
- Slime & Reason (25 august 2008)
- Duppy Writer (6 septembrie 2010)
- 4everevolution (3 octombrie 2011)

### EP-uri
- Next Type of Motion (1995)
- Awfully De/EP (24 octombrie 2005)

### Albume live
- Live from London (15 august 2008)